# Octolasion lacteum
Lombric blanc
Espèce
Octolasion lacteum, le Lombric blanc, est une espèce de vers de terre de la famille des Lumbricidae qui fait partie des endogés, c'est-à-dire qui creusent des galeries horizontales dans le sol. 

## Écologie
Octolasion lacteum est présent dans les forêts de feuillus et de conifères ainsi que dans les terres arables et les prairies, où il peut être dominant, notamment dans les prairies humides. Il porte une préférence nette pour les sols à la teneur élevée en matière organique, supérieure à 4%.

## Distribution
Octolasion lacteum est une espèce d'origine paléarctique qui a été introduite sur la quasi-totalité de la planète. Elle est présente sur l'ensemble de l'Europe.

## Taxonomie
L'espèce a été décrite en 1885 par le zoologiste hongrois László Örley (hu). L'épithète spécifique « lacteum » signifie « laiteux » en latin, en référence à sa teinte d'un rose blanchâtre.

### Synonymie
Octolasion lacteum a pour synonymes :
- Lumbricus lacteum Örley, 1885
- Octoclasion tyrtaeum (erreur orthographique)
- Octolasion tyrtaeum (Savigny, 1826)
- Octolasium lacteum (Örley, 1885)